# 1939 en science
| Années de la science : 1936 - 1937 - 1938 - 1939 - 1940 - 1941 - 1942    |
| Décennies de la science : 1900 - 1910 - 1920 - 1930 - 1940 - 1950 - 1960 |

Cet article présente les faits marquants de l'année 1939 en science.

## Événements

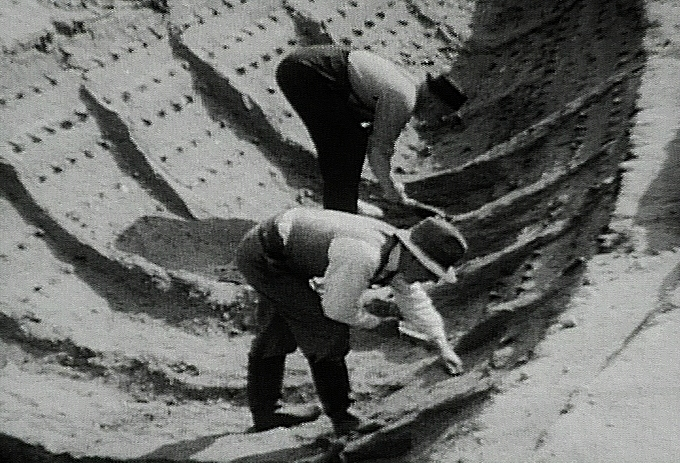
Les fouilles du tumulus no 1 de Sutton Hoo en 1939.

- 8 mai : l'archéologue britannique Basil Brown commence les fouilles du tumulus no  1 du site archéologique de Sutton Hoo où il découvre un bateau-tombe du haut Moyen Âge ;  Charles Phillips prend la direction du chantier du 10 juillet au 25 août[1].

- 8 août : le biochimiste américain Edward Adelbert Doisy dépose un brevet pour la synthese de la vitamine K[2].
- Septembre : découverte des propriétés insecticides du DDT par le chimiste suisse Paul Hermann Müller[3].

- 19 octobre : en France, le Centre national de la recherche scientifique appliquée et la Caisse nationale de la recherche scientifique fusionnent pour donner naissance au Centre national de la recherche scientifique (CNRS)[4].

- 6 novembre : Sonderaktion Krakau, opération nazie dirigée contre les enseignants de l'université Jagellonne à Cracovie[5].

### Sciences physiques
- 3 janvier : Robert Oppenheimer et George Volkoff calculent que l'effondrement d'une étoile de plus de 0,75 masse solaire devrait former un trou noir[6].
- 6 janvier : Les physiciens allemands Otto Hahn et Fritz Strassmann publient le résultat de leur expérience sur la fission de l’uranium dans la revue Naturwissenschaften[7].
- 9 janvier : annonce à l'Académie des Sciences de la découverte du francium, par Marguerite Perey, élève de Marie Curie[8].
- 26 janvier  : à la réunion de l'APS à Washington, il est discuté de la réaction en chaîne[7]. Le New York Times en fait un gros titre le 29 avril : Vision earth rocked by isotope blast. Scientists Say Bit of Uranium Could Wreck New York (« Des scientifiques disent qu'une faible quantité d'uranium serait suffisante pour détruire New York »)[9].
- 30 janvier : Frédéric Joliot-Curie publie dans les comptes rendus de l'Académie des sciences une preuve physique de la fission de l'uranium[10].

- 2 février : le physicien hongro-américain Leó Szilárd écrit à Frédéric Joliot-Curie du « Groupe de Paris » pour lui proposer le black-out de toute publication sur le sujet de la réaction en chaîne, estimant que ces études pourraient conduire à la construction de bombes atomiques[11].

- 11 février : parution, dans Nature, de l'article historique de Lise Meitner et Otto Frisch sur le mécanisme de la fission intitulé Desintegration of uranium by neutrons : a new type of nuclear reactions[12].

- Février : C. F. Colebrook donne une formule universelle de perte de charge hydraulique dans les écoulements turbulents[13].

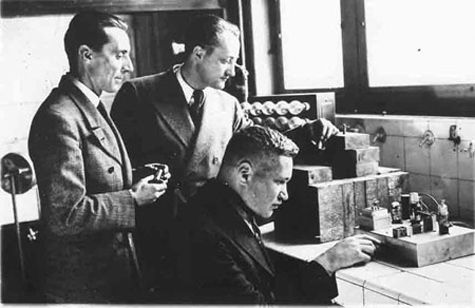
Frédéric Joliot-Curie, Hans von Halban et Lew Kowarski au laboratoire en 1933.

- 18 mars : Frédéric Joliot-Curie, Lew Kowarski et Hans von Halban publient dans la revue Nature la multiplication des neutrons résultant de la fission d’un noyau d’uranium 238 par un neutron. C'est une démonstration de principe de la possibilité d'une réaction en chaîne[10].

- 1er mai :
  - Francis Perrin publie une note de calculs dans les comptes rendus de l'Académie des sciences dans laquelle il montre qu'une réaction en chaîne pourrait avoir lieu dans une masse d'uranium avec libération de quantités énormes d'énergie[10].
  - Frédéric Joliot-Curie dépose une demande de brevet pour un « dispositif producteur d'énergie » au nom de la Caisse nationale de la recherche scientifique[10].

- 2 août : Albert Einstein écrit une lettre au président américain Roosevelt qui contribue à enclencher le projet Manhattan, programme de fabrication de la bombe atomique par les États-Unis. Cette lettre n'est remise à Roosevelt par Alexander Sachs que le 10 octobre, en raison de l'invasion de la Pologne[14].

- 22 septembre : Igor Kourtchatov met en route le premier cyclotron soviétique[15].

- 21 octobre : première réunion du Comité consultatif pour l'uranium mise sur pied par Roosevelt en réponse à la lettre d'Einstein du 2 août[16].

### Technologie
- 1er janvier : la société Hewlett-Packard est fondée dans un garage à Palo Alto près de San Francisco, en Californie par les ingénieurs en électronique à l'université Stanford, William Hewlett et David Packard[17].

- 31 mars : l'université Harvard et la compagnie « IBM » signent un accord pour la construction du Mark I ou Automatic Sequence Controlled Calculator, un des premiers calculateurs programmables, livré en 1944[18].

- 14 septembre : premier vol du Vought-Sikorsky 300, un hélicoptère conçu aux États-Unis par Igor Sikorsky[19].

- Octobre : première démonstration à l'Université d'État de l'Iowa du prototype de l'Atanasoff–Berry Computer, le premier ordinateur numérique électronique, conçu par John Vincent Atanasoff et Clifford Berry[20].

- 4-12 novembre : lors du Chicago Auto Show, « Packard » présente les premières voitures avec air climatisé mises sur le marché[21].

## Publications
- Gaston Boucheny, Curiosités et récréations mathématiques, Larousse, 1939 (posth.)
- Alexandre Koyré : Études galiléennes. Il introduit le terme de « révolution scientifique ».
- Robert Oppenheimer et Hartland Snyder publient « On Continued Gravitational Contraction »
- Linus Pauling : (en) The Nature of the Chemical Bond, Cornell University Press  (ISBN 978-0-8014-0333-0)

## Prix
- 10 décembre : Prix Nobel

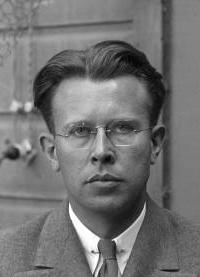
Ernest Orlando Lawrence

  - Physique : Ernest Orlando Lawrence pour son invention du cyclotron.
  - Chimie : Adolf Friedrich Johann Butenandt (allemand), Leopold Ruzicka (suisse né en Croatie)
  - Physiologie ou médecine : Gerhard Domagk (Allemand)

- Médailles de la Royal Society
  - Médaille Copley : Thomas Hunt Morgan
  - Médaille Davy : James William McBain
  - Médaille Hughes : George Paget Thomson
  - Médaille royale : David Keilin, Paul Adrien Maurice Dirac

- Médailles de la Geological Society of London
  - Médaille Lyell : William Noel Benson (en)
  - Médaille Murchison : Harold Jeffreys
  - Médaille Wollaston : Frank Dawson Adams

- Prix Jules-Janssen (astronomie) : Albert Arnulf
- Médaille Bruce (Astronomie) : Harlow Shapley
- Médaille Linnéenne : Elmer Drew Merrill

## Naissances

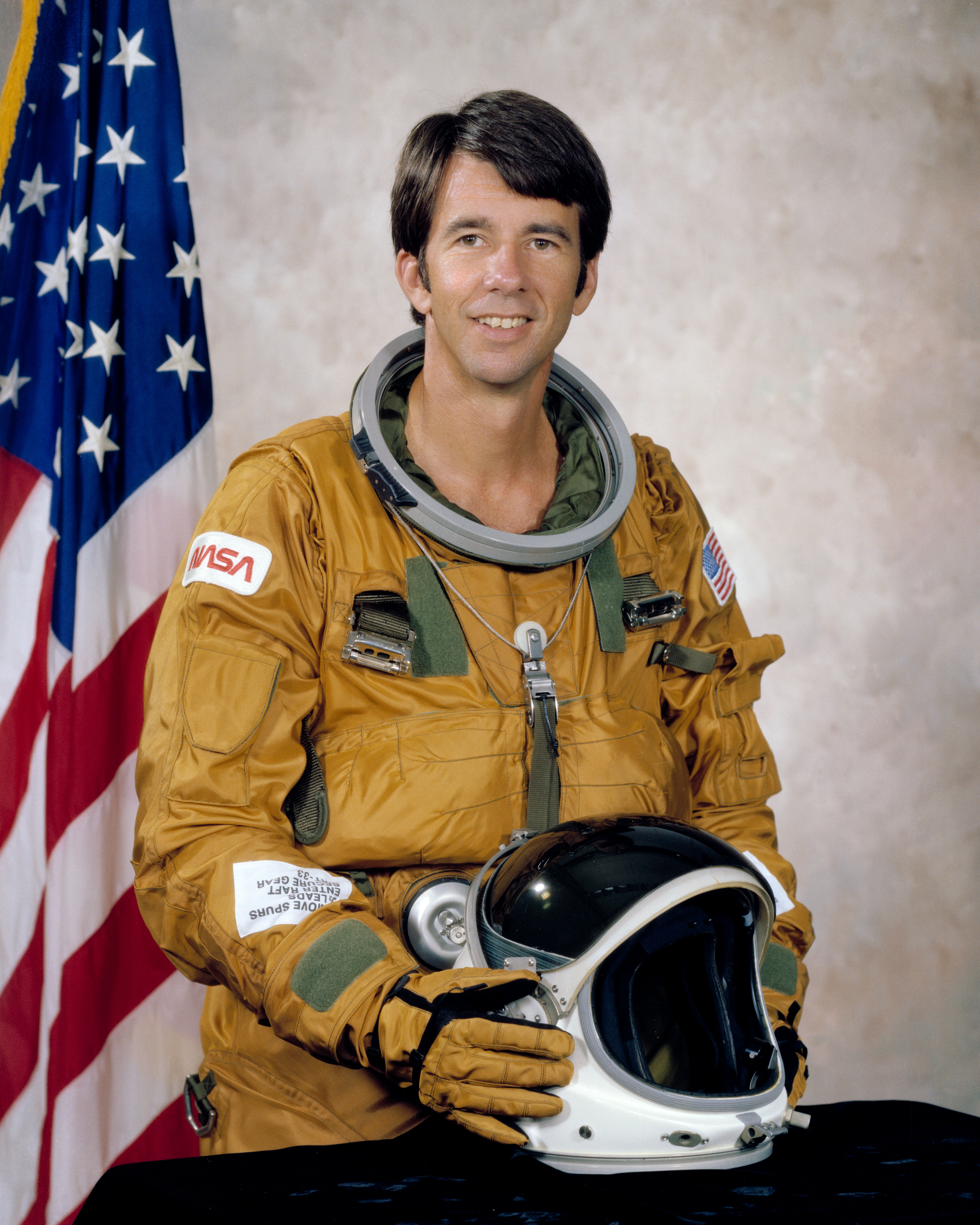
William B. Lenoir

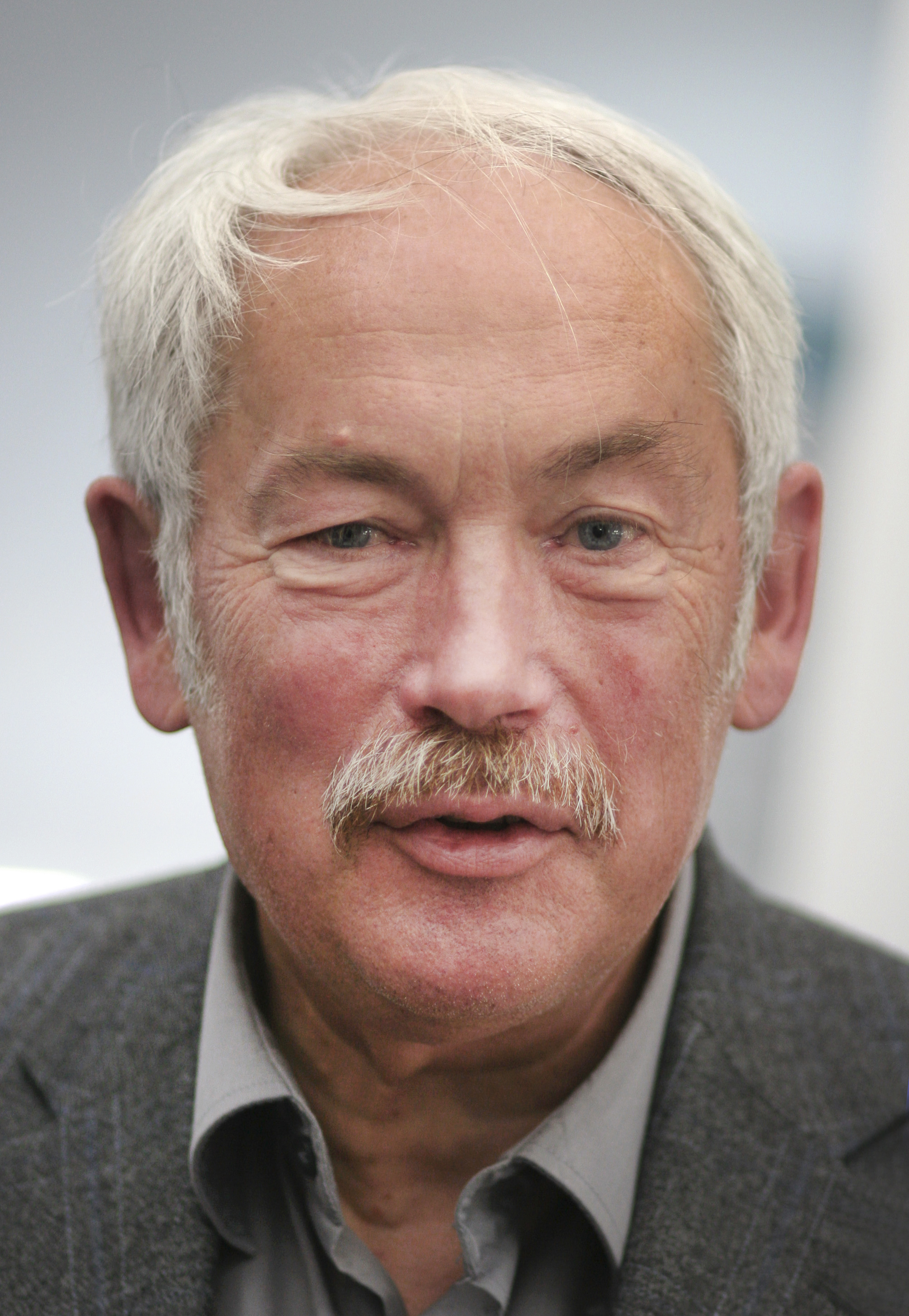
Peter Grünberg

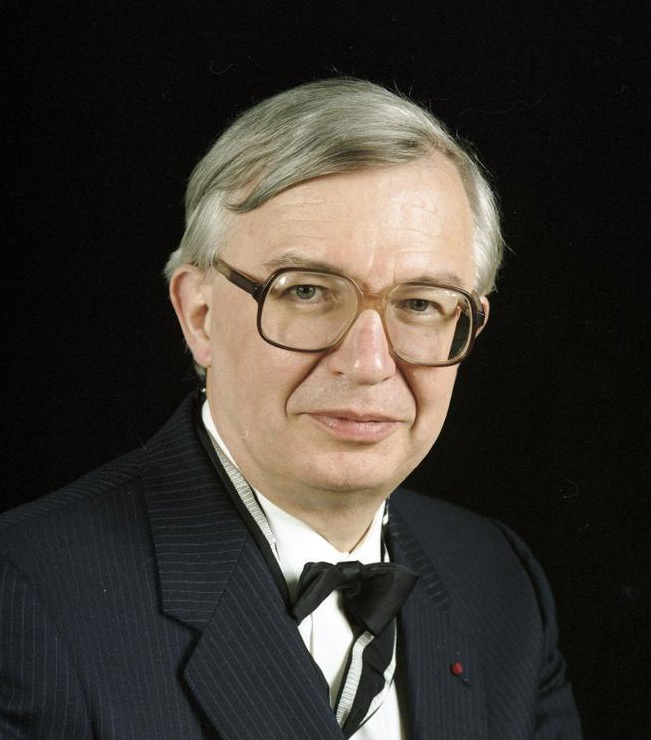
Jean-Marie Lehn

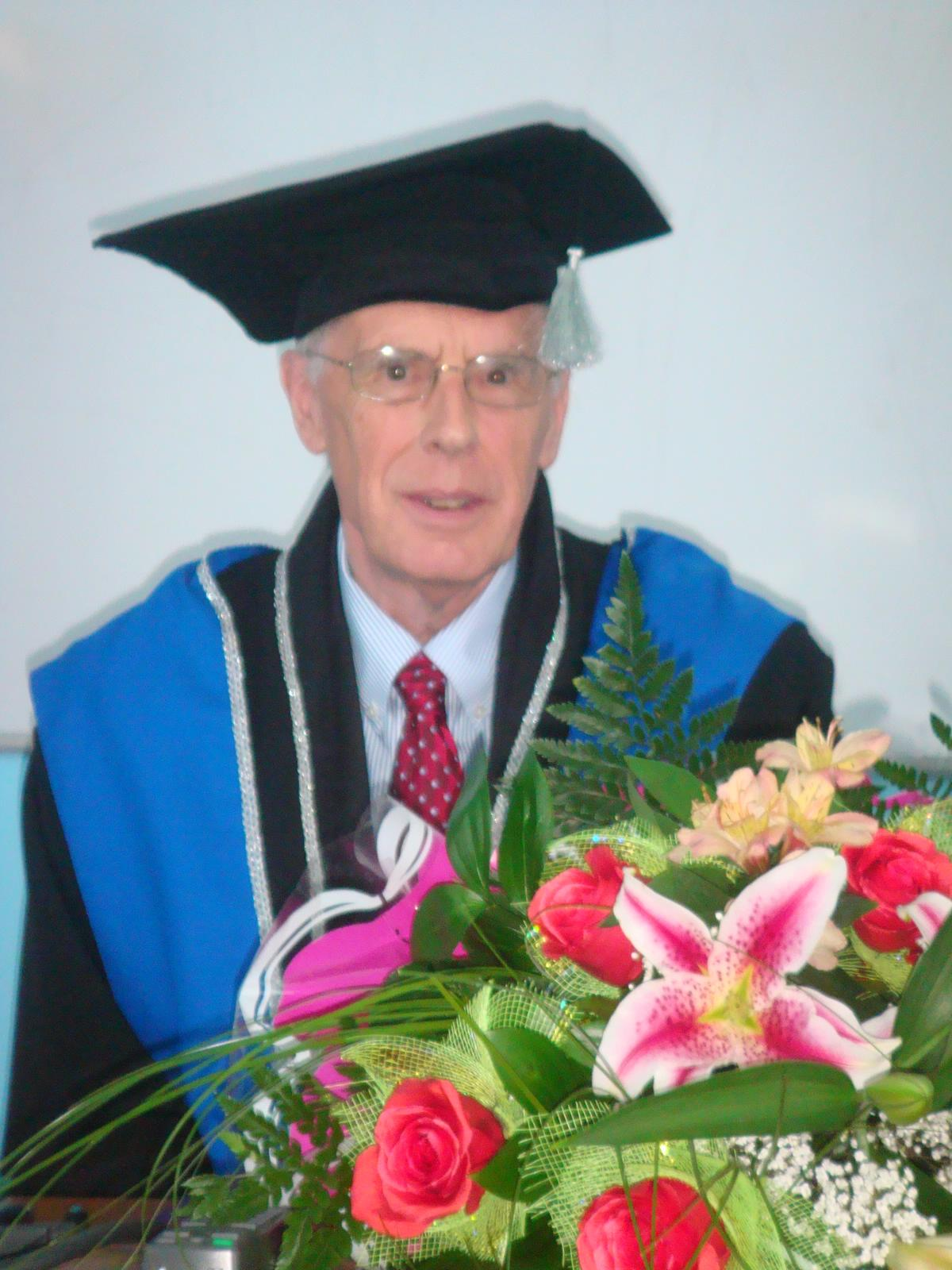
John Hopcroft

- 20 janvier : Chandra Wickramasinghe, professeur de mathématiques appliquées et d'astronomie sri lankais.
- 26 janvier : Didier Anger, militant antinucléaire français.
- 28 janvier : John M. Fabian, astronaute américain.

- 11 février : Jean-Jacques Dechezelles, ingénieur astronautique français.
- 13 février : Valeri Rojdestvenski, cosmonaute soviétique.
- 23 février : David Fasold (mort en 1998), capitaine de marine marchande et archéologue américain.
- 28 février : Daniel Tsui, physicien sino-américain, prix Nobel de physique en 1998.

- 4 mars : Yves Franchet, statisticien français.
- 6 mars : Adam Osborne (mort en 2003), écrivain britannique, éditeur de livres et de logiciels, concepteur d'ordinateurs et chef d'entreprise américain.
- 14 mars : William B. Lenoir (mort en 2010), astronaute américain.
- 9 avril : John Sculley, chef d'entreprise américain, PDG d'Apple de 1983 à 1993.
- 2 avril : Roberte Hamayon, anthropologue française.

- 2 mai : Sumio Iijima, physicien japonais.
- 7 mai :
  - Sidney Altman (mort en 2022), biochimiste américain d'origine canadienne, prix Nobel de chimie en 1989.
  - Rudolf Bayer, professeur d'informatique allemand.
  - Pierre Gros, universitaire français, spécialiste de l'archéologie et l'architecture romaine.
- 18 mai : Peter Grünberg, physicien allemand, prix Nobel de physique en 2007.
- 19 mai : Francis Richard Scobee (mort en 1986), astronaute américain.
- 21 mai : Yórgos Grammatikákis (mort en 2023), physicien, écrivain  et homme politique grec.
- 31 mai : Haraldur Sigurðsson, volcanologue islandais.

- 17 juin : Vittorio Goretti, astronome amateur italien.
- 20 juin : 
  - Michel-Louis Lévy, démographe et statisticien français.
  - Konrad Spindler (mort en 2005), archéologue allemand.
- 22 juin : 
  - Paul Lannoye (mort en  2021), physicien et homme politique belge.
  - Ada Yonath, biologiste moléculaire israélien prix Nobel de chimie en 2009.
- 30 juin : Philippe Maupas (mort en 1981), virologue français.
- 14 juillet : Peter Goldreich, astrophysicien américain.
- 17 juillet : Michael Ward (mort en 2008), économiste et statisticien britannique.
- 22 juillet : Jean-Yves Jaffray (mort en 2009), mathématicien et économiste français.

- 3 août : George Whitesides, chimiste américain.
- 16 août : Valeri Rioumine, cosmonaute soviétique.
- 17 août : Cleve Moler, mathématicien et informaticien américain.
- 18 août : Russell Tuttle, zoologiste, primatologue et paléoanthropologue américain.
- 28 août : John Kingman, statisticien britannique.

- 2 septembre : Ivar Jacobson, informaticien suédois.
- 4 septembre : Gérard Toulouse (mort en 2023), physicien théoricien français.
- 6 septembre : Susumu Tonegawa, scientifique japonais, prix Nobel de physiologie ou médecine en 1987.
- 7 septembre : S. David Griggs (mort en 1989), astronaute américain.
- 11 septembre : Charles Geschke, informaticien américain.
- 19 septembre : Carmen Bernand, historienne et anthropologue française.
- 24 septembre : Jacques Vallée, informaticien, astronome, ufologue, et romancier français.
- 30 septembre : Jean-Marie Lehn, chimiste français, prix Nobel de chimie en 1987.

- 2 octobre : Yuri Glazkov (mort en 2008), cosmonaute soviétique.
- 7 octobre :
- John Hopcroft, informaticien américain
- Harold Kroto, chimiste britannique, prix Nobel de chimie en 1996.
- 11 octobre : Jean-Claude Pelissolo, ingénieur français.
- 21 octobre : Maurice Bloch, anthropologue britannique d'origine française.
- 30 octobre : Leland H. Hartwell, biologiste américain, prix Nobel de physiologie ou médecine en 2001.

- 7 novembre : Barbara Liskov, informaticienne américaine.
- 8 novembre : Roman Jackiw (mort en 2023), mathématicien et physicien théoricien américain d'origine polonaise.
- 3 décembre : Joan Francesc Mira, écrivain, anthropologue et sociologue espagnol.
- 14 décembre : Stephen Arthur Cook, informaticien américain.
- 18 décembre : Harold Elliot Varmus, scientifique américain, prix Nobel de physiologie ou médecine en 1989.
- 21 décembre : Giuseppe Forti (mort en 2007), astronome italien.

- René Racine, astronome et professeur québécois.
- Matsuo Sugano, astronome japonais.

## Décès

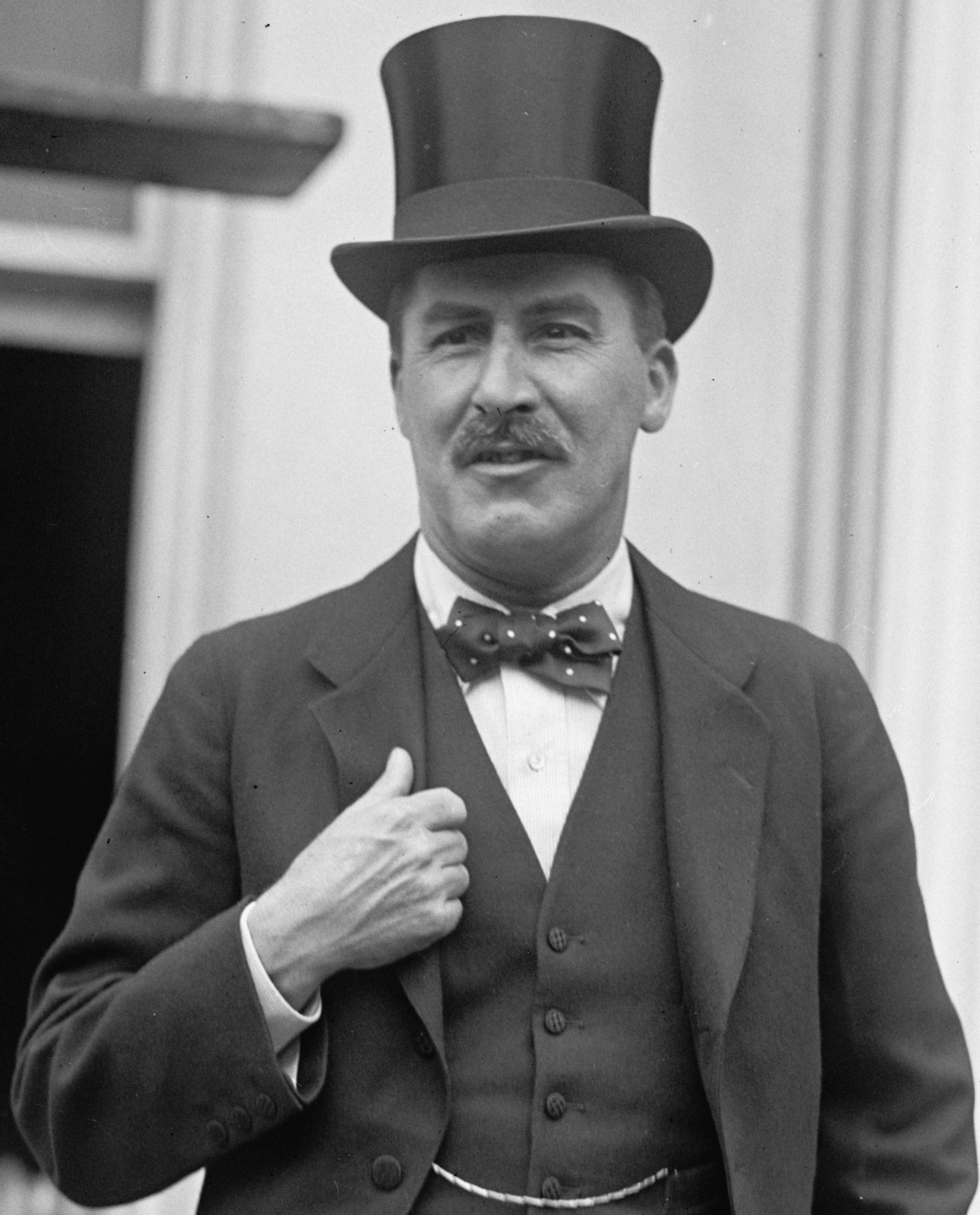
Howard Carter

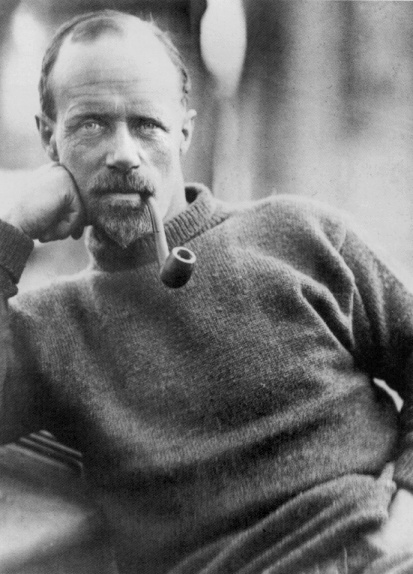
Frank Wild

Sigmund Freud

- 26 janvier : Louis Fabry (né en 1862), astronome et mathématicien français.
- 30 janvier : Philippe Chuit (né en 1866), chimiste suisse.

- 4 février : Edward Sapir (né en 1884), linguiste et anthropologue américain d'origine lituanienne.
- 12 février : Søren Sørensen (né en 1868), chimiste danois.
- 18 février : Carl Wilhelm Wirtz (né en 1876), astronome allemand.

- 2 mars : Howard Carter (né en 1874), archéologue et égyptologue britannique.
- 8 mars : Stéphane Leduc (né en 1853), biologiste et chimiste français.
- 9 mars : Arthur Maurice Hocart (né en 1883), administrateur colonial, archéologue et anthropologue franco-britannique.
- 13 mars :
  - Lucien Lévy-Bruhl (né en 1857), philosophe, sociologue et anthropologue français.
  - Otto Rahn (né en 1904), écrivain et archéologue allemand.
- 14 mars : Émile Espérandieu (né en 1857), militaire, épigraphiste et archéologue français.
- 17 mars : Fritz Ullmann (né en 1875), chimiste allemand.

- 20 avril : William Mitchell Ramsay (né en 1851), archéologue écossais.
- 21 avril : Ivan Goubkine (né en 1871), géologue russe.

- 1er mai : Wilhelm Normann (né en 1870), chimiste, biologiste, géologue et entrepreneur allemand.
- 3 mai : Karl von Auwers (né en 1863), chimiste allemand.
- 13 mai : 
  - Edmond Blaise (né en 1872), chimiste et pharmacologue français.
  - Stanislaw Lesniewski (né en 1886), mathématicien, philosophe et logicien polonais.
- 25 mai : Frank Dyson (né en 1868), astronome britannique.

- 28 juillet : Alfred Harker (né en 1859), géologue britannique.

- 19 août : Frank Wild (né en 1873), explorateur britannique.
- 20 août : Anton Kailan (né en 1879), chimiste autrichien.
- 3 septembre : Edward Westermarck (né en 1862), anthropologue finlandais.
- 17 septembre :
  - Otto Röhm (né en 1876), pharmacien allemand, cofondateur et directeur de l'entreprise Rohm and Haas.
  - Otto Ruff (né en 1871), chimiste allemand.
- 20 septembre : Andrew Crommelin (né en 1865), astronome britannique.
- 23 septembre : Sigmund Freud (né en 1856), médecin autrichien, fondateur de la psychanalyse, à Londres.

- 5 novembre : Charles Barrois (né en 1851), géologue français.

- 1er décembre : Jean Roux (né en 1876), zoologiste suisse.
- 17 décembre : André Vayson de Pradenne (né en 1888), préhistorien français.
- 15 décembre : Zacharie Le Rouzic (né en 1864), archéologue et préhistorien français.
- 29 décembre : Madeleine Pelletier (née en 1874), psychiatre et féministe française.